# Chrysolina dolini
Chrysolina dolini es un coleóptero de la familia Chrysomelidae.
Fue descrita científicamente en 1999 por Lopatin.